# Lion Zacharias
Lion Zacharias (* 20. Juni 2003) ist ein deutscher Handballspieler auf der Linksaußen-Position, der aktuell in der Bundesliga für die HSG Wetzlar spielt.

## Karriere

### Im Verein
Lion Zacharias wechselte im Juli 2017 von der Jugend der SG Leutershausen in die C-Jugend der Rhein-Neckar-Löwen und gewann mit dem Team die Badenliga und den Baden-Württemberg-Pokal. Die erste B-Jugend-Saison 2018/19 beendeten die Junglöwen auf dem 3. Platz der Oberliga Baden-Württemberg und verpassten damit die Qualifikation für die Deutsche B-Jugend-Meisterschaft. Erfolgreicher verlief die zweite B-Jugend Saison 2019/20 mit dem Gewinn der Oberliga. Die Saison musste kurz vor Saisonende aufgrund der Corona-Pandemie abgebrochen werden und eine Deutsche Meisterschaft wurde nicht ausgetragen.
Die Pandemie beeinträchtigte auch die erste A-Jugend-(U19-)Saison 2020/21 in der Jugend-Handball-Bundesliga (JBLH), welche unterbrochen und verkürzt werden musste. Eine Finalrunde zur Deutschen A-Jugend-Meisterschaft fand aber wieder statt, in der die Junglöwen im Halbfinale gegen den TSV Bayer Dormagen ausschieden. In der ersten wieder vollständigen Saison 2021/22 gewann Lion Zacharias mit dem U19-Team die Deutsche A-Jugend-Meisterschaft im Finale gegen die Füchse Berlin. Außerdem spielte er in dieser Saison auch viele Einsätze bei den Rhein-Neckar-Löwen II und gewann mit der zweiten Mannschaft den Meistertitel in der 3. Liga, Staffel F.
Am 24. April 2021 wurde er beim 34:28-Auswärtssieg beim TBV Lemgo Lippe in der Schlussphase zum ersten Mal in der Erstligamannschaft der Rhein-Neckar Löwen eingesetzt und erzielte dabei die letzten beiden Tore. In der Saison 2021/22 ersetzte er über einen längeren Zeitraum die verletzten Stammspieler Uwe Gensheimer / Benjamin Helander und spielte somit parallel in drei Mannschaften der Rhein-Neckar-Löwen. Gegen den TuS N-Lübbecke warf er in der 2. Halbzeit sechs Tore und wurde erstmals als „Löwe des Spiels“ ausgezeichnet. Im März 2022 unterschrieb Zacharis einen bis zum 30. Juni 2024 gültigen Profivertrag bei den Rhein-Neckar-Löwen. In der Saison 2022/23 erhielt er ein Zweitspielrecht bei der TSG Friesenheim (Eulen Ludwigshafen). Für die Saison 2023/24 kehrte er als Ersatz für Benjamin Helander in den Profikader der Löwen zurück und erreichte mit dem Team den dritten Platz in der EHF European League.
Zur Saison 2024/25 wechselte er zur HSG Wetzlar.

### In der Nationalmannschaft
Im März 2020 wurde Zacharias von Erik Wudtke zu einem Lehrgang der deutschen U18-Nationalmannschaft eingeladen. Im Sommer 2021 wurde er in den erweiterten 25er-Kader der deutschen U19-Nationalmannschaft berufen, kam aber bei der Europameisterschaft 2021 in Kroatien nicht zum Einsatz. Seine ersten beiden Länderspiele absolvierte Zacharias im November beim Tag des Handballs in Düsseldorf deutschen U20-Nationalmannschaft gegen Ungarn.

## Bisherige Erfolge
- 2022: Deutscher A-Jugend-Meister mit der U19-Mannschaft der Rhein-Neckar-Löwen
- 2022: Meister in der 3. Liga, Staffel F, mit den Rhein-Neckar-Löwen II
- 2024: Dritter Platz in der EHF European League mit den Rhein-Neckar-Löwen

## Saisonbilanzen
| Saison  | Verein             | Spielklasse   | Spiele | Tore | 7-Meter | Feldtore |
| ------- | ------------------ | ------------- | ------ | ---- | ------- | -------- |
| 2020/21 | Rhein-Neckar Löwen | Bundesliga    | 03     | 02   | 0       | 02       |
| 2021/22 | Rhein-Neckar Löwen | Bundesliga    | 15     | 024  | 01      | 023      |
| 2022/23 | Rhein-Neckar Löwen | Bundesliga    | 10     | 04   | 0       | 04       |
| 2022/23 | Eulen Ludwigshafen | 2. Bundesliga | 33     | 138  | 46      | 092      |
| 2023/24 | Rhein-Neckar Löwen | Bundesliga    | 29     | 020  | 0       | 020      |
| gesamt  | gesamt             | Bundesliga    | 57     | 050  | 01      | 049      |

Quelle: